# Bryum paraguense
Bryum paraguense är en bladmossart som beskrevs av Bescherelle 1877. Bryum paraguense ingår i släktet bryummossor, och familjen Bryaceae. Inga underarter finns listade i Catalogue of Life.